# 贾杭格伊尔普尔
贾杭格伊尔普尔（Jahangirpur），是印度北方邦Gautam Buddha Nagar县的一个城镇。总人口9522（2001年）。

## 人口
该地2001年总人口9522人，其中男性5058人，女性4464人；0—6岁人口1760人，其中男956人，女804人；识字率47.49%，其中男性为57.61%，女性为36.02%。